# Дом и хозяин
«Дом и хозяин» — советский фильм 1967 года режиссёра Будимира Метальникова, по его же сценарию. Фильм, который по словам режиссёра:

В какой-то степени заканчивает определённый этап моей работы над сельской темой, которой я начал свой путь в кинематографе.— режиссёр фильма Будимир Метальников, из интервью журналу «Советский экран», 1971 год

## Сюжет
Вернувшись с войны, бывший фронтовик, прошедший плен, крестьянин Егор Байнев имеет одно стремление, одно желание — работать на земле, жить в семье, воспитывать детей. Он мечтает о своём доме, хозяйстве, корове. Трудолюбивый, он не ищет лёгкого заработка, и работает на совесть в колхозе. За год у него шестьсот трудодней. Однако, несмотря на упорный труд, когда подходит время получать заработок, учётчик выдаёт Егору лишь один мешок зерна. Председатель объясняет, что послевоенное восстановление хозяйства требует времени. Егор не хочет ждать и уезжает на заработки, чтобы быстрее подкопить денег на дом и корову, и вернуться. Крестьянин и семьянин, для него тяжело даётся расставание с землёй и семьёй. Он работает на железной дороге, потом уезжает на лесозаготовки, а потом — море и траловый флот. Работы не боится и работает так же хорошо и старательно, как когда-то работал в колхозе. Егор стремится домой, но каждый раз остаётся подзаработать ещё — новые заботы, новые расходы, новые мечты. И постепенно становится все тоньше, все слабее ниточка, связывающая его с семьёй и с деревней. Остались только письма да переводы, которые он аккуратно посылает жене… Через несколько лет, узнав, что после восстановления хозяйства жизнь на селе наладилась и в колхозе стали нормальными заработки, Егор возвращается в свою деревню, но обнаруживает, что жена ушла устав жить без мужа, дети разъехались — дом пуст.

## В ролях
- Иван Лапиков — Егор Байнев
- Александра Соловьева — Анна Байнева, жена Егора
- Стефания Станюта — мать Егора
- Борис Новиков — Лёшка
- Евгений Шутов — Прохор, председатель колхоза
- Пётр Любешкин — Фёдор Батров
- Валентина Ананьина — Настя
- Павел Волков — бухгалтер
- Валя Малышева — Вера Байнева, дочь
- Вася Курс — Петя Байнев, сын
- Александр Гречаный — бригадир рыбаков
- Наталья Медведева — Зина
- Ираида Солдатова — официантка в ресторане
- Юрий Саранцев — моряк
- Вера Титова — Маша, жена моряка
- Михаил Майоров — Агеев, начальник лесоучастка
- Николай Корноухов — лесоруб
- Евгений Быкадоров — лесоруб
- Владимир Липпарт — лесоруб
- Валентин Голубенко — лесоруб
- Юрий Киреев — эпизод
- Валентин Брылеев — эпизод

## Критика
С летописью жизни героя и летописью некоторых сторон времени встречаемся мы в «Дом без хозяина». И здесь перед нами глубокое исследование характера, показ типического характера в типических обстоятельствах. В сложную пору для деревни, в десятилетие 1947—1957 годов, изучает сценарист нелегкую судьбу своего героя Егора, крестьянина, солдата, участника Великой Отечественной войны, человека сильной воли. Писатель хорошо знает жизнь деревни, её людей, верно показывает трудности и издержки времени, о котором пишет, тонко разбирается в быте и психологии своих персонажей. Не только образ Егора, но и сложный, по-своему прекрасный образ его жены Анны отлично выписан.— журнал «Коммунист», 1968
Писатель-«деревенщик» Василий Белов рассматривал фильм и его героя как противопоставление фильму «Председатель», но если там герой в деревне поднимал разрушенное войной хозяйство колхоза, то в этом фильме герой оставляет деревню в трудные годы ради личных целей в противовес общественным.

Создатели «Дома и хозяина» при всей своей симпатии к герою не могли удержаться от искушения и построили образ чуть ли не целиком стяжательских свойствах.

Противоречие, лишающее образ художественной цельности, а следовательно, силы и убедительности, сопровождает Егора на протяжении всего фильма.— Раздумья на Родине / Василий Белов.  - М.: Современник, 1989. -  349 с. - с. 244